# (180) Garumna
(180) Garumna – planetoida z pasa głównego asteroid okrążająca Słońce w ciągu 4 lat i 179 dni w średniej odległości 2,72 j.a. Została odkryta 29 stycznia 1878 roku przez Josepha Perrotina w Tuluzie. Nazwa planetoidy pochodzi od starołacińskiej nazwy rzeki Garonny, w południowo-zachodniej Francji, nad którą leży miasto Tuluza.